# Ana Pontón

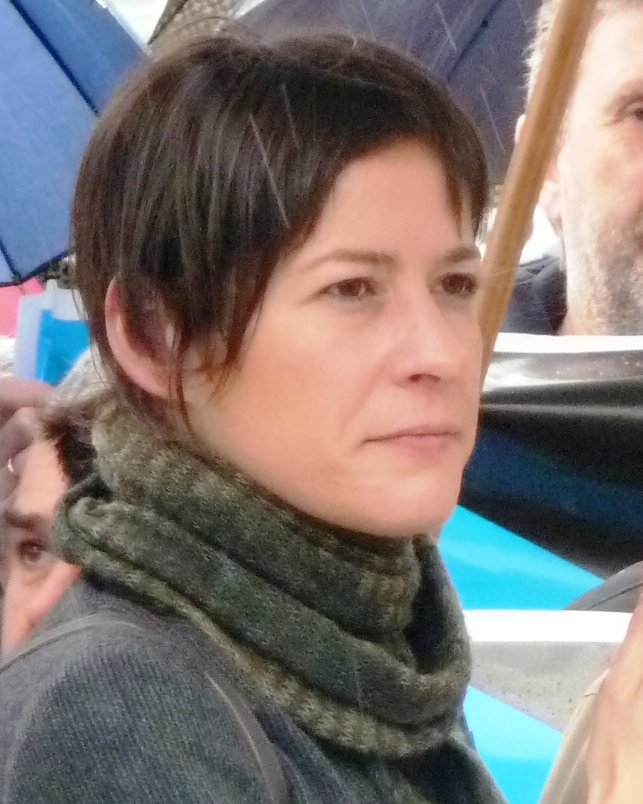
Ana Pontón, 2012.

Ana Belén Pontón Mondelo (* 27. Juli 1977) ist eine spanische Politikerin des Galicischen Nationalistischen Blocks (BNG). Sie sitzt seit 2004 im Parlament von Galicien und wurde 2016 als erste Frau zur Sprecherin des BNG gewählt. Im Jahr 2020 wurde sie mit einem Rekordergebnis bei den Regionalwahlen Oppositionsführerin gegen die Volksparteiregierung der Region.